# St Mungo’s Cathedral

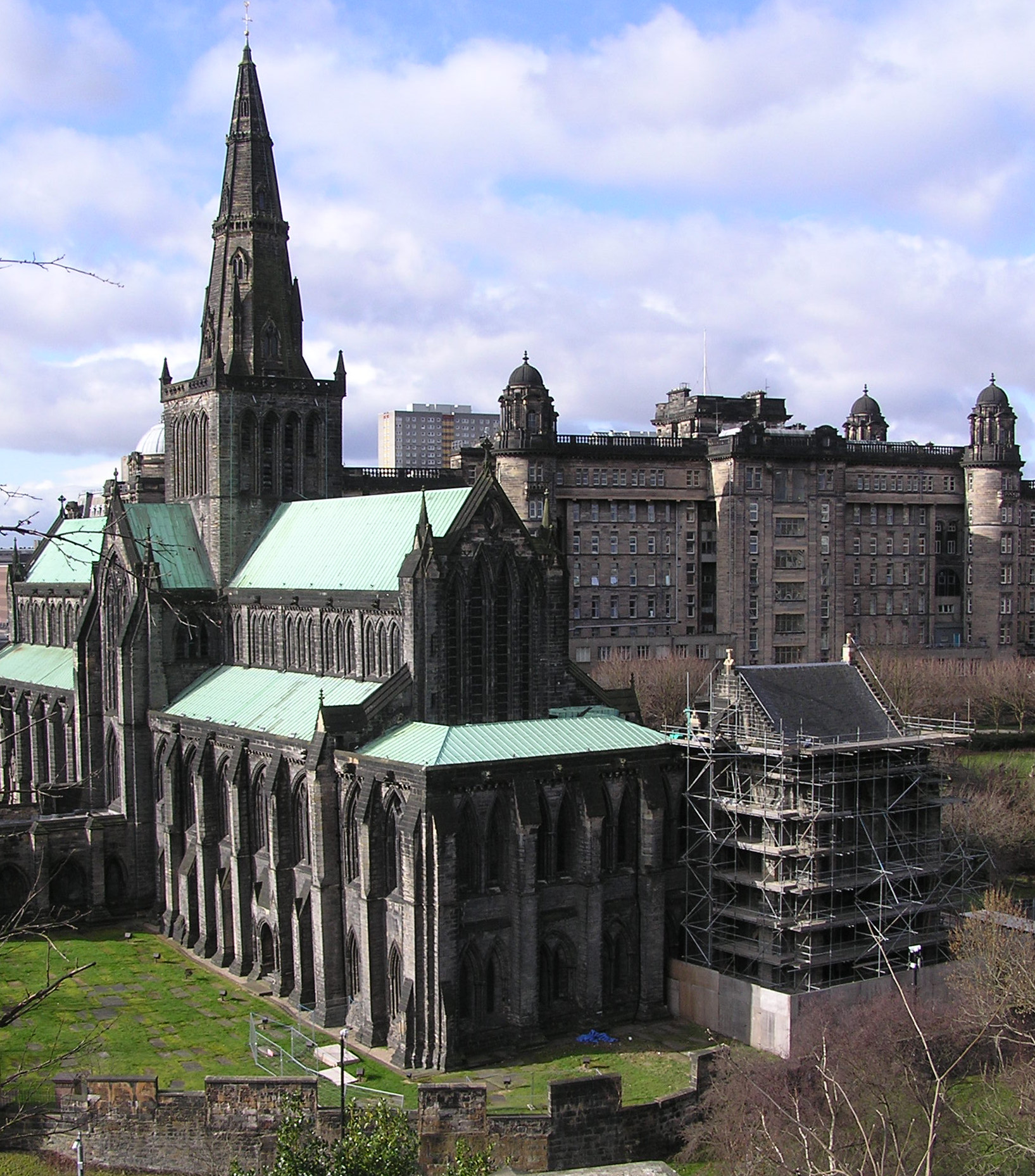
St. Mungo’s Cathedral

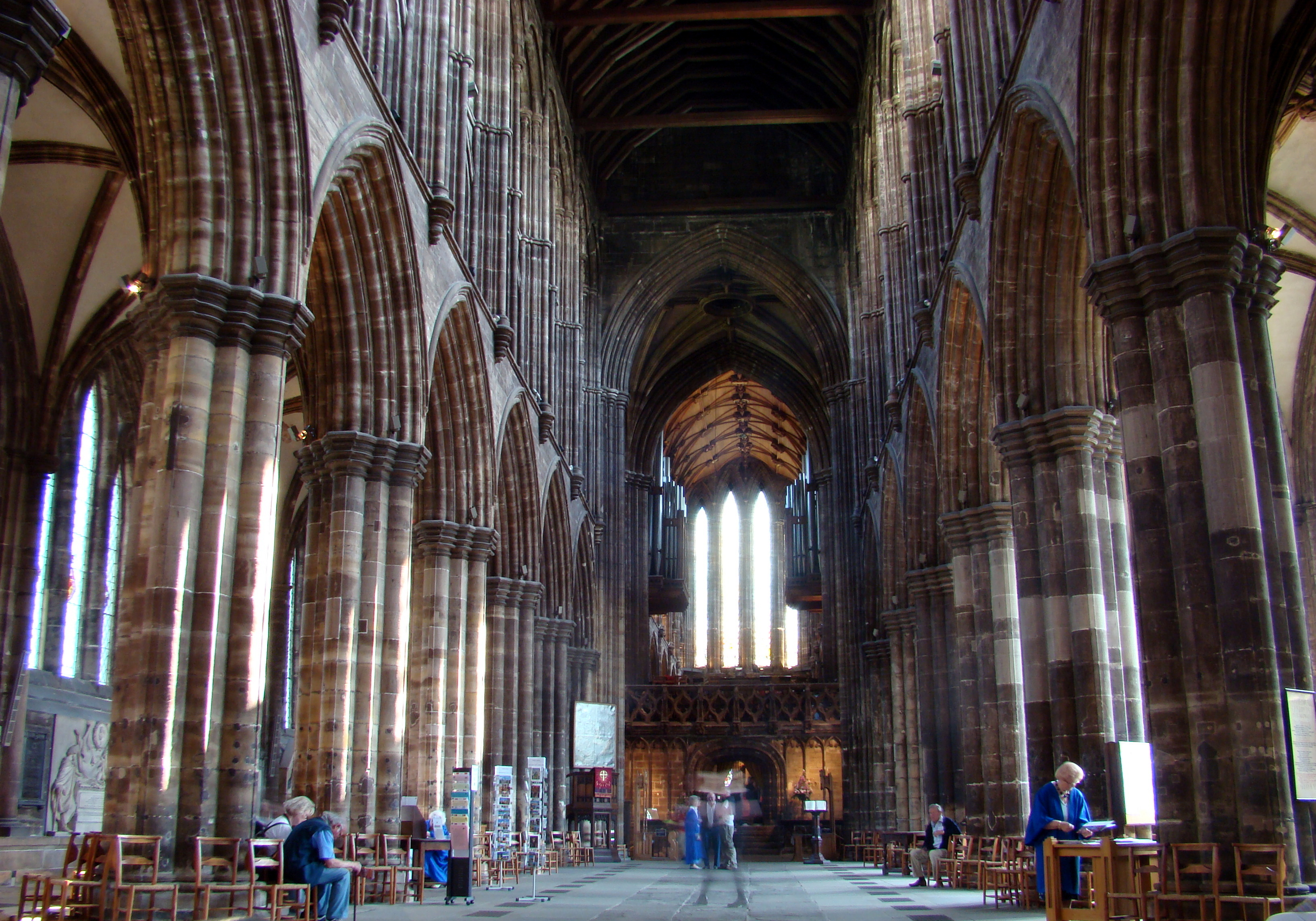
Kathedrale Innenraum

St Mungo’s Cathedral, auch Glasgow Cathedral oder High Kirk of Glasgow genannt, ist eine Kathedrale in der schottischen Stadt Glasgow. Sie gehört zur reformierten Church of Scotland. Das Gebäude gehört der Krone, wobei Historic Scotland das Gebäude betreut.

## Geschichte
Die Kathedrale geht auf den Glasgower Schutzpatron St. Mungo zurück, dessen Grab sich in der Krypta der Kirche befindet. Der jetzige gotische Bau ist zwischen dem 13. und dem 15. Jahrhundert entstanden. Die Kirche war Sitz der Bischöfe und später der Erzbischöfe von Glasgow. Seit dem Jahre 1690 war die Kathedrale nicht mehr Sitz eines Bischofs. Die Bezeichnung als Kathedrale ist seitdem ein historischer Ehrentitel und deutet auf die ursprüngliche Funktion als römisch-katholische Bistumskirche des Erzbistums Glasgow (heute ist dies die St.-Andreas-Kathedrale) hin.
Die im Jahre 1124 gegründete Chorschule der St. Mungo’s Cathedral, die 1834 in High School of Glasgow umbenannt wurde und heute noch Schüler unterrichtet, ist die älteste Schule Schottlands.
Östlich der Kathedrale liegt der Hauptfriedhof „Glasgow Necropolis“ auf einem Hügel.
2019 wurde St Mungo’s Cathedral von rund 537.000 Personen besucht. 2024 betrug die Besucherzahl etwa 433.000 Personen.

## Orgel

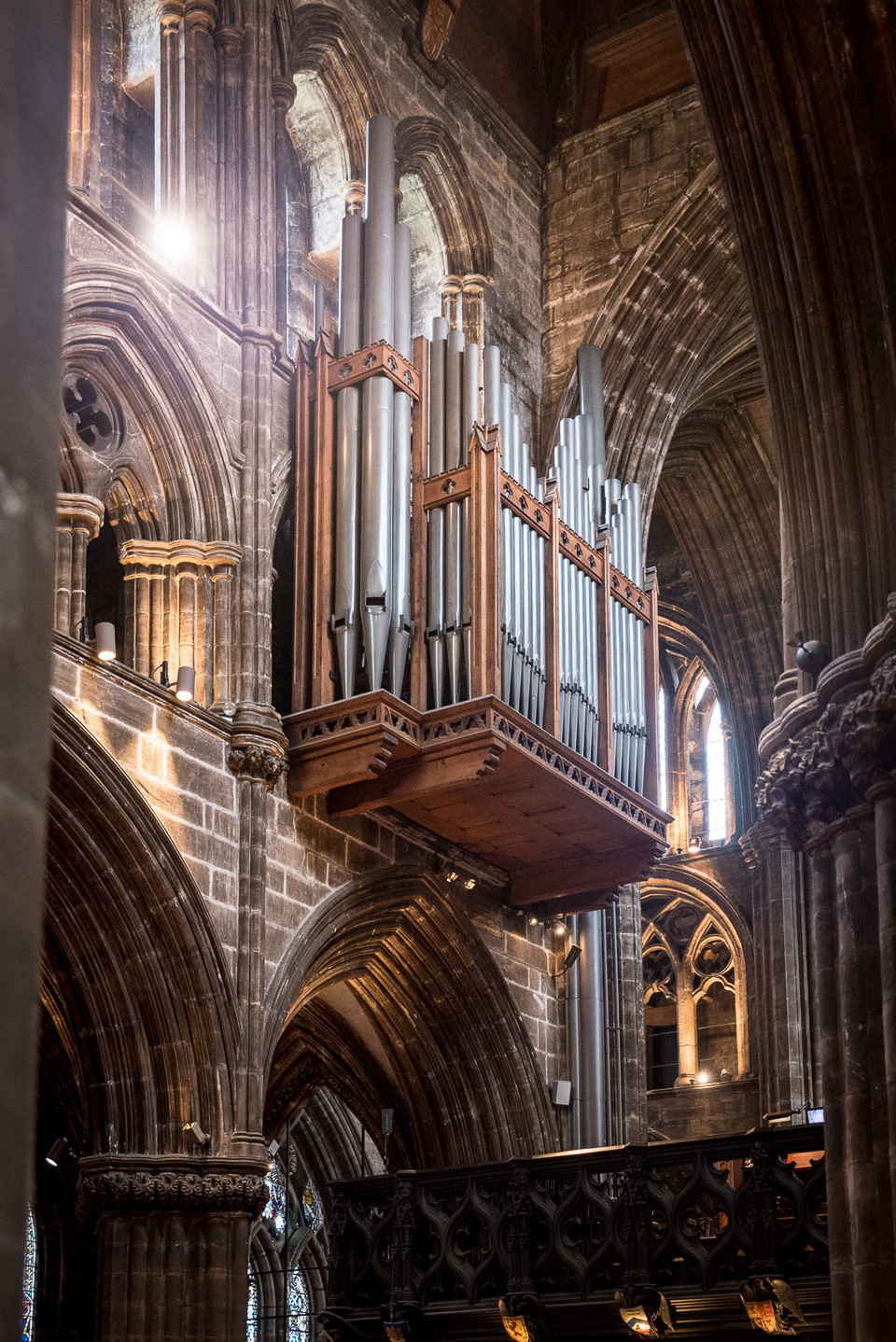
Orgelpfeifen

Die Orgel wurde 1931 von dem Orgelbauer Willis erbaut. 1971 wurde das Instrument von dem Orgelbauer J. W. Walker (Ruislip, Middlesex) reorganisiert, mit neuen, elektrischen Trakturen ausgestattet, und um das Positiv ergänzt, als Ersatz für das vormalige Solowerk. Die Orgel hat 67 Register auf vier Manualen und Pedal. Die Spieltrakturen sind elektropneumatisch, die Registertrakturen sind elektrisch.
| I Choir C–c1      |       |
| Contra Viola      | 16′   |
| Principal         | 8′    |
| Claribel Flute    | 8′    |
| Viola             | 8′    |
| Voix Celeste      | 8′    |
| Octave            | 4′    |
| Flute             | 4′    |
| Piccolo           | 2′    |
| Larigot           | 1 ⁄3′ |
| Scharff III       |       |
| Cor Anglais       | 16′   |
| Corno di Bassetto | 8′    |
| Trompette         | 8′    |
| Tremulant         |       |
| Tuba              | 8′    |

| II Great C–c1        |        |
| Double Open Diapason | 16′    |
| Open Diapason No.1   | 8′     |
| Open Diapason No.2   | 8′     |
| Harmonic Flute       | 8′     |
| Viola                | 8′     |
| Principal            | 4′     |
| Flute Ouverte        | 4′     |
| Twelfth              | 2 ⁄3′  |
| Fifteenth            | 2′     |
| Tierce               | 1 3⁄5′ |
| Fourniture III       |        |
| Bassoon              | 16′    |
| Trumpet              | 8′     |
| Clarion              | 4′     |

| III Swell C–c1   |     |
| Lieblich Bourdon | 16′ |
| Geigen Diapason  | 8′  |
| Lieblich Gedeckt | 8′  |
| Salicional       | 8′  |
| Vox Angelica     | 8′  |
| Octave Geigen    | 4′  |
| Lieblich Flute   | 4′  |
| Flageolet        | 2′  |
| Mixture III      |     |
| Double Trumpet   | 16′ |
| Cornopean        | 8′  |
| Hautboy          | 8′  |
| Clarion          | 4’  |
| Tremulant        |     |

| IV Positiv C–c1  |        |
| Stopped Diapason | 8′     |
| Spitzflute       | 4′     |
| Nazard           | 2 ⁄3′  |
| Doublette        | 2′     |
| Tierce           | 1 3⁄5′ |
| Larigot          | 1 ⁄3′  |
| Sifflet          | 1′     |
| Cymbel III       |        |
| Cromorne         | 8′     |
| Tremulant        |        |
| Tuba             | 8′     |

| Pedal C–g1       |     |
| Double Open Bass | 32′ |
| Open Bass        | 16′ |
| Open Diapason    | 16′ |
| Bourdon          | 16′ |
| Dulciana         | 16′ |
| Octave           | 8′  |
| Violoncello      | 8′  |
| Flute            | 8′  |
| Fifteenth        | 4′  |
| Flute Ouverte    | 4′  |
| Mixture III      |     |
| Stentor          | 32′ |
| Trombone         | 16′ |
| Bassoon          | 16′ |
| Clarion          | 8′  |
| Shawm            | 4′  |